# José Ramos (calciatore argentino anni 1920)
José Ramos (fl. XX secolo) è stato un calciatore argentino, di ruolo attaccante.

## Caratteristiche tecniche
Giocava come ala destra.

## Carriera

### Club
Da non confondere con l'omonimo José Ramos che giocò oltre dieci anni più tardi nel River Plate e in Nazionale argentina, esordì in massima serie argentina durante la Primera División 1928, giocando 5 partite; segnò 1 gol. Il suo debutto avvenne il 19 agosto 1928 contro l'Almagro, alla 12ª giornata. Il 19 maggio 1929 segnò, all'85º minuto, il gol decisivo per la vittoria per 1-0 sull'Atlanta. Nel Concurso Estímulo 1929 giocò 2 incontri, e chiuse la carriera al River dopo 2 partite nel campionato 1930.